# 대붕초등학교 동촌분교
대붕초등학교 동촌분교는 대한민국 강원특별자치도 화천군 화천읍 호음로 806 (동촌리)에 있었던 공립 초등학교이다.

## 연혁
- 1954. 11. 17. 풍산국민학교 동촌분교장 설립 인가
- 1955. 08. 27. 대붕국민학교 동촌분교장으로 명칭변경
- 1966. 03. 01. 동촌국민학교로 승격
- 1985. 03. 01. 대붕국민학교 동촌분교장으로 개편
- 1996. 03. 01. 대붕초등학교 동촌분교장으로 교명변경
- 1999. 03. 01. 소규모 학교 통폐합으로 폐교(화천초등학교, 제19회 487명)